# Jelena Nikolić (Volleyballspielerin)
Jelena Nikolić (serbisch-kyrillisch Јелена Николић; * 13. April 1982 in Belgrad, Jugoslawien) ist eine serbische Volleyballspielerin.

## Karriere
Jelena Nikolić spielte 2006 für die serbisch-montenegrinische Nationalmannschaft, mit der sie bei der Weltmeisterschaft in Japan Platz drei erreichte. Von 2007 bis 2016 war die Außenangreiferin in der serbischen Nationalmannschaft aktiv. Sie nahm zweimal an Olympischen Spielen teil, erreichte 2008 in Peking Platz fünf und gewann 2016 in Rio de Janeiro die Silbermedaille. Außerdem wurde Nikolić 2007 Vizeeuropameisterin und 2011 Europameisterin. Hinzu kamen 2009, 2010 und 2011 drei Siege in der Europaliga.
Nikolić spielte von 1997 bis 2019 bei folgenden Vereinen: OK Obilić Belgrad, Pallavolo Reggio Emilia, Foppapedretti Bergamo, Minetti Infoplus Vicenza, RC Cannes (2005 französischer Meister und Pokalsieger), Toray Arrows, Megius Volley Padua, Takefuji Bamboo und Vakıfbank Güneş Sigorta İstanbul (2011 Sieger Champions League). Nach einer Verletzungs- und Babypause von 2011 bis 2013 spielte Nikolić bei Vakıfbank İstanbul (2013 Klubweltmeister, 2014 türkischer Meister und Pokalsieger), Azeryol Baku, Bursa BBSK, Metalleghe Montichiari und Türk Hava Yolları SK.
Nikolić wurde bei verschiedenen internationalen Wettbewerben mehrfach individuell ausgezeichnet („Wertvollste Spielerin“, „Beste Angreiferin“ etc.).

## Privates
Nikolić ist mit dem serbischen Handballnationalspieler Petar Nenadić verheiratet. Die beiden haben seit 2013 einen gemeinsamen Sohn Aleksa.